# 최휘
최휘(崔輝, 1954년 ~ )는 조선민주주의인민공화국의 정치인이다. 최고인민회의 대의원 겸 조선로동당 중앙위원회 조직지도부 제1부부장이다.

## 경력
한국전쟁 이후 내각의 건설건재공업상을 지낸 최재하의 아들이다. 김일성종합대학 철학부를 졸업한 후 김일성사회주의청년동맹에서 활동했다. 사상담당 비서를 오랫동안 지낸 것으로 알려져 있다. 청년동맹의 '청소년 과외 교양지도 총국장' 을 겸하고 있던 2000년 5월, 평양학생소년예술단을 이끌고 서울을 방문했다.
2013년, 조선로동당 중앙위원회 조직지도부 제1부부장으로 승진했다.

## 같이 보기
- 조선민주주의인민공화국의 정치